# Настоящие лангусты

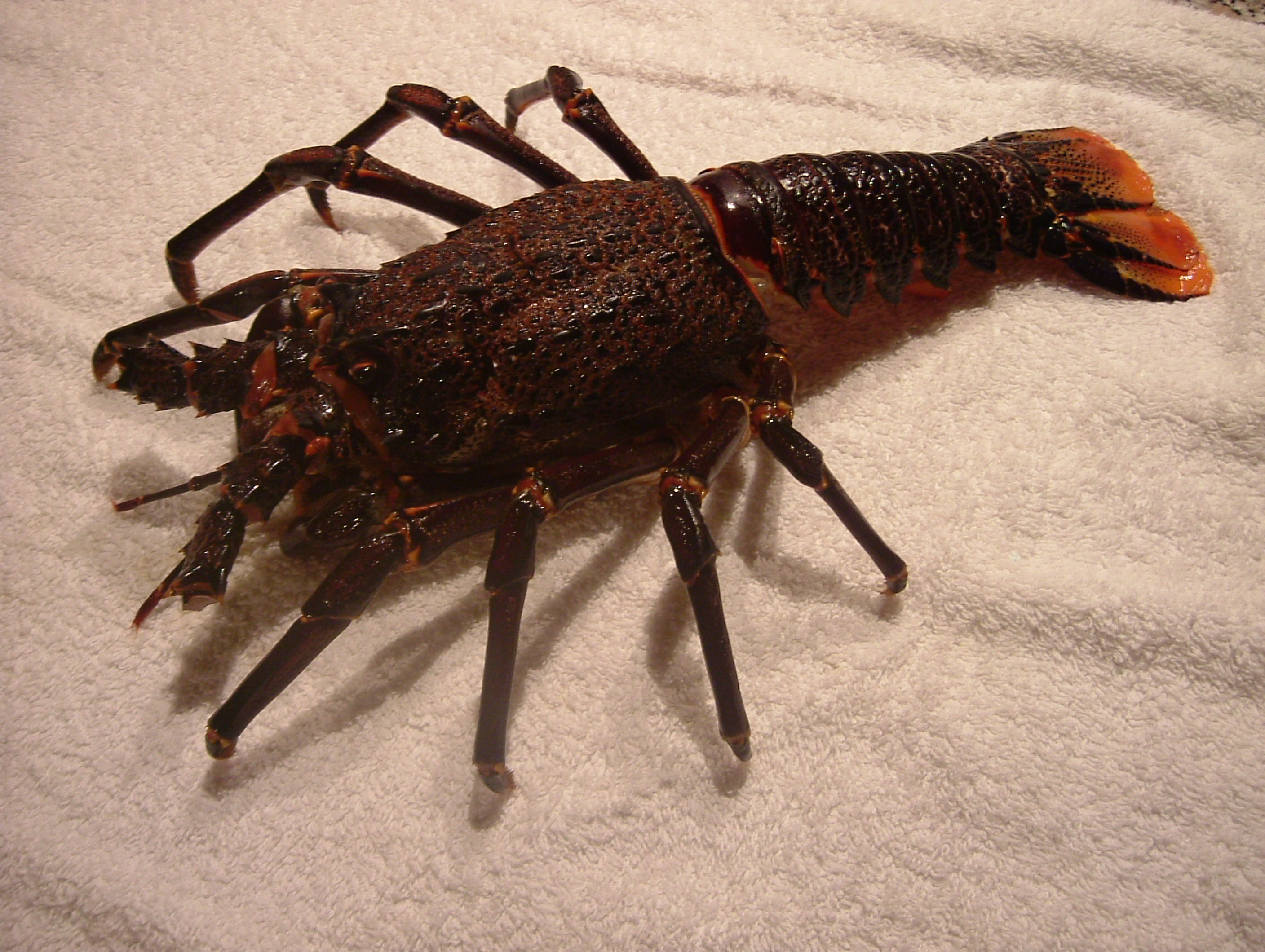
Jasus lalandii

Колючие лангусты, или настоящие лангусты (лат. Palinuridae) — семейство десятиногих ракообразных из надсемейства Palinuroidea. Известны также как скалистые лобстеры (англ. Rock lobsters) и шипастые лобстеры (англ. Spiny lobsters), а в Южном полушарии (в Австралии, Новой Зеландии и Южной Африке) их называют crayfish, sea crayfish или crawfish. Съедобны.

## Распространение
Повсеместно в океанах и морях. Обнаруживаются почти во всех теплых морях, включая Карибское море и Средиземное море, но особенно обычны в Австралазии, где известны как sea crayfish и прежде всего по таким видам как Jasus novaehollandiae и Jasus edwardsii, а в Южной Африке по виду Jasus lalandii. В 2006 году был описан новый вид Palinurus barbarae.

## Описание
Крупные ракообразные (длина тела — до 75 см), сходные с омарами, но лишенные клешней. Тело и толстые антенны снабжены мощными шипами. Стридуляционные органы имеются у большинства представителей (отсутствуют у видов рода Jasus). На головогруди имеется пара выступов. Часто обитают в полостях подводных скал и коралловых рифов, из которых в ночное время выходят на охоту. При этом они могут объединяться в большие группы в виде длинных цепочек из более чем 50 лангустов в ряд. Недавно было обнаружено, что для навигации кроме обычных способов представители семейства используют магнитное поле Земли. Они держатся вместе благодаря постоянному контакту с помощью своих длинных антенн.

## Систематика
Известно около 45 видов и 10 родов.
- Jasus Parker, 1883
- Justitia Holthuis, 1946
- Linuparus White, 1847
- Palibythus Davie, 1990
- Palinurellus De Man, 1881
- Palinurus Weber, 1795
- Palinustus A. Milne-Edwards, 1880
- Panulirus White, 1847
- Projasus George & Grindley, 1964
- Puerulus Ortmann, 1897

## Галерея

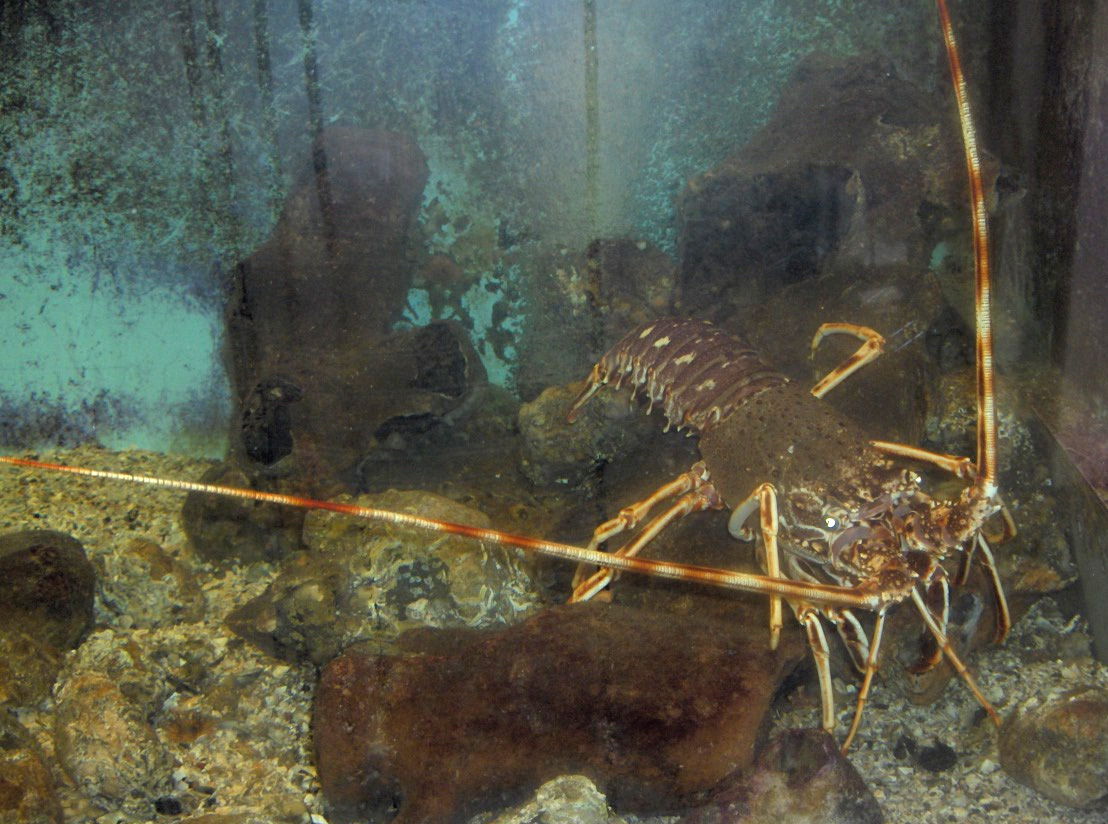
Palinurus elephas (=P. vulgaris)
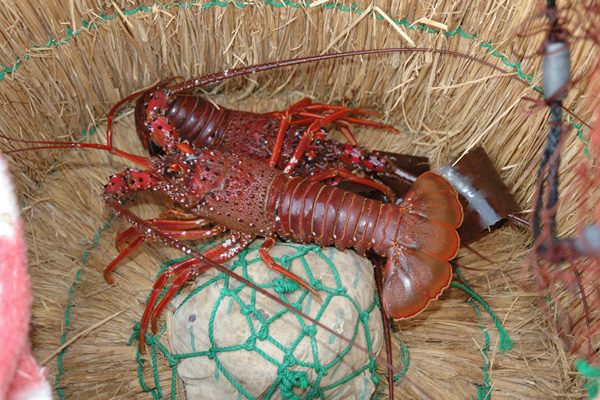
Panulirus japonicus
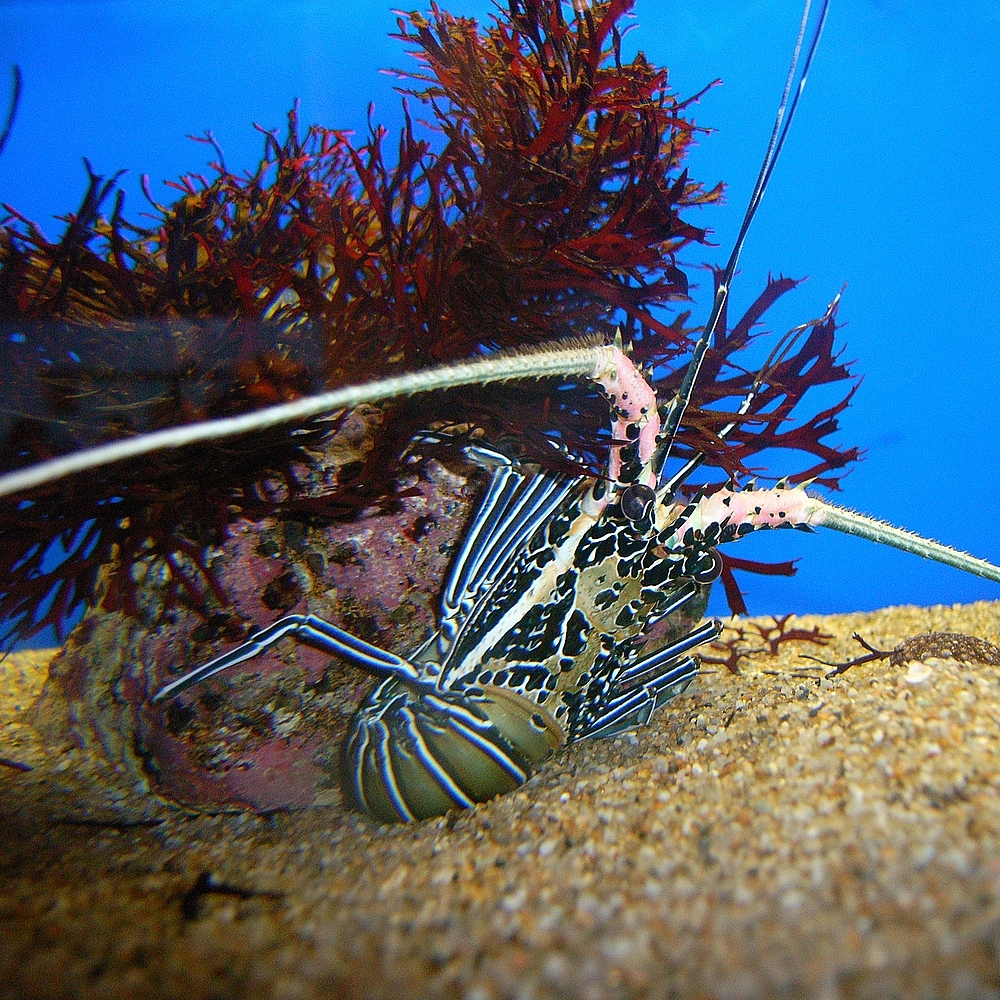
Panulirus versicolor
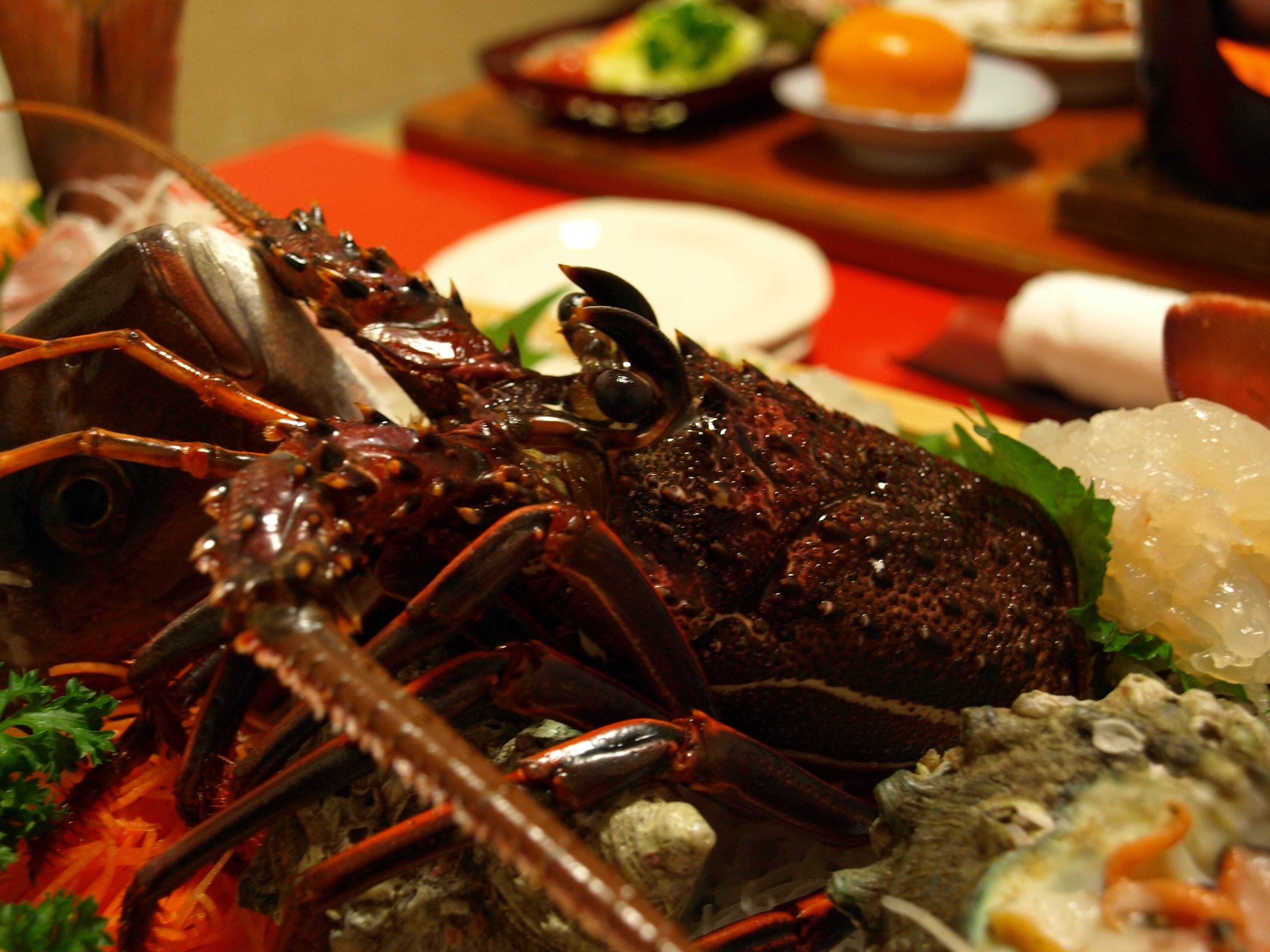
Sashimi